# Liste der Monuments historiques in Saint-Germain-de-la-Rivière
Die Liste der Monuments historiques in Saint-Germain-de-la-Rivière führt die Monuments historiques in der französischen Gemeinde Saint-Germain-de-la-Rivière auf.

## Liste der Bauwerke
| Bezeichnung                            | Beschreibung | Standort | Kennzeichnung | Schutzstatus | Datum | Bild           |
| -------------------------------------- | ------------ | -------- | ------------- | ------------ | ----- | -------------- |
| Schloss La Roque                       |              | (Lage)   | PA33000093    | Classé       | 2006  |                |
| Friedhofskreuz                         |              | (Lage)   | PA00083746    | Classé       | 1905  | weitere Bilder |
| Einsiedelei Saint-Aubin                |              | (Lage)   | PA00083747    | Inscrit      | 1925  |                |
| Gisement préhistorique                 |              | (Lage)   | PA00083748    | Classé       | 1935  |                |
| Gisement préhistorique de Pille Bourse |              | (Lage)   | PA00083749    | Classé       | 1959  |                |

## Liste der Objekte
| Bezeichnung | Beschreibung          | Standort                                | Kennzeichnung | Schutzstatus | Datum | Bild |
| ----------- | --------------------- | --------------------------------------- | ------------- | ------------ | ----- | ---- |
| Glocke      | Bronze, 1666 gegossen | in der Kirche St-Germain-St-Loup (Lage) | PM33000702    | Classé       | 1942  |      |